# 帕氏淵眼魚
帕氏淵眼魚，為黑頭魚科的其中一種，為深海魚類，分布於西太平洋印尼蘇拉威西島海域，棲息深度1998-2020公尺，體長可達10.8公分，棲息在中層水域，生活習性不明。

## 扩展阅读
維基物種上的相關：帕氏淵眼魚